# Кизилту (Єрейментауський район)
Кизилту́ (каз. Қызылту) — село у складі Єрейментауського району Акмолинської області Казахстану. Входить до складу Бестогайського сільського округу.
Населення — 51 особа (2021; 98 у 2009, 138 у 1999, 200 у 1989).
Національний склад станом на 1989 рік:
- казахи — 100 %.